# Mercedes-Benz Baureihe 117
| Sterne im Euro-NCAP-Crashtest (2013) | Fünf Sterne im Euro NCAP-Crashtest |

Als Mercedes-Benz 117 wird intern das Modell CLA des Herstellers Mercedes-Benz bezeichnet. Das viertürige Mittelklasse-Fahrzeug (C 117) wurde am 15. Januar 2013 im Rahmen der Mercedes-Benz Fashion Week Berlin der Öffentlichkeit vorgestellt und am 13. April 2013 europaweit eingeführt, nachdem die Produktion am 25. Januar 2013 begonnen hatte. Einziger Produktionsort war das Werk im ungarischen Kecskemét. Der Hersteller bezeichnet die viertürige Limousine als viertüriges Coupé.
Eine erste Studie namens Concept Style Coupé wurde auf der Peking Motor Show im April 2012 präsentiert. Der C 117 ist das dritte auf der modularen Frontantriebsarchitektur (MFA) basierende Modell. Der CLA ist laut Herstellerangaben eines der windschlüpfigsten Serienfahrzeuge der Welt. Der offizielle Luftwiderstandsbeiwert {\displaystyle c_{\mathrm {w} }} der Variante CLA 180 BlueEFFICIENCY Edition liegt bei 0,22.
Die etwa gleich große C-Klasse hat Hinterrad- statt Frontantrieb. Das erklärt auch, warum beim CLA aus Platzgründen nur die Vierzylindermotoren eingesetzt werden.
Im ersten Verkaufsjahr wurden weltweit 59.200 Exemplare abgesetzt. Rund die Hälfte der Kunden fuhr vorher kein Modell von Mercedes-Benz.
Nach dem Erfolg des CLA wurde Ende 2014 von Mercedes-Benz eine Kombi-Variante präsentiert. Der Mercedes-Benz CLA Shooting Brake (X 117) erinnert in Detailelementen wie den rahmenlosen Seitenscheiben an ein Coupé, bietet jedoch zugleich die Variabilität und den Nutzwert eines Kombis. Der Marktstart erfolgte am 28. März 2015.
Am 16. März 2016 veröffentlichte Mercedes-Benz Informationen zur überarbeiteten Version, die auf der New York International Auto Show 2016 ihre Weltpremiere hatte. Sie war ab April 2016 bestellbar. Im Juli 2016 kam sie zu den Händlern.
Das Nachfolgemodell, die Baureihe 118, wurde auf der Consumer Electronics Show am 8. Januar 2019 in Las Vegas vorgestellt. Von der Baureihe 117 wurden insgesamt (beide Karosserievarianten) etwa 750.000 Stück hergestellt.

## Design

### Exterieur
Die Grundzüge des Designs und die Proportionen des CLA orientieren sich am größeren und höher positionierten CLS. Das Konzept des viertürigen Coupés, das 2004 mit dem CLS in der Oberklasse etabliert wurde, soll auch in der Kompaktklasse realisiert werden.
Der C 117 hat eine lange Motorhaube, eine schmale Fenstergrafik und rahmenlose Seitenscheiben, die in dieser Klasse ein Alleinstellungsmerkmal darstellen. Die Front zeigt Ähnlichkeiten zur A-Klasse, jedoch gibt es Unterschiede, beispielsweise die leicht veränderte Form der Scheinwerfer oder die seitlichen Lufteinlässe in der Schürze. Die Kühlermaske mit dem im Kühlergrill integrierten Mercedes-Benz-Stern ist optisch nicht in die Motorhaube integriert, sondern separat gestaltet.
In der Seitenansicht fallen die nach hinten hin zueinander verlaufenden Sicken an den Flanken auf. Das Dach ist coupétypisch abgeflacht, das gewölbte Heck endet leicht abfallend in einem angedeuteten Bürzel. Der Übergang zum Heck ist durch die weit umgreifenden, mandelförmigen Heckleuchten fließend. Der Tankdeckel befindet sich – untypisch für Mercedes-Benz – auf der linken Seite.

### Interieur

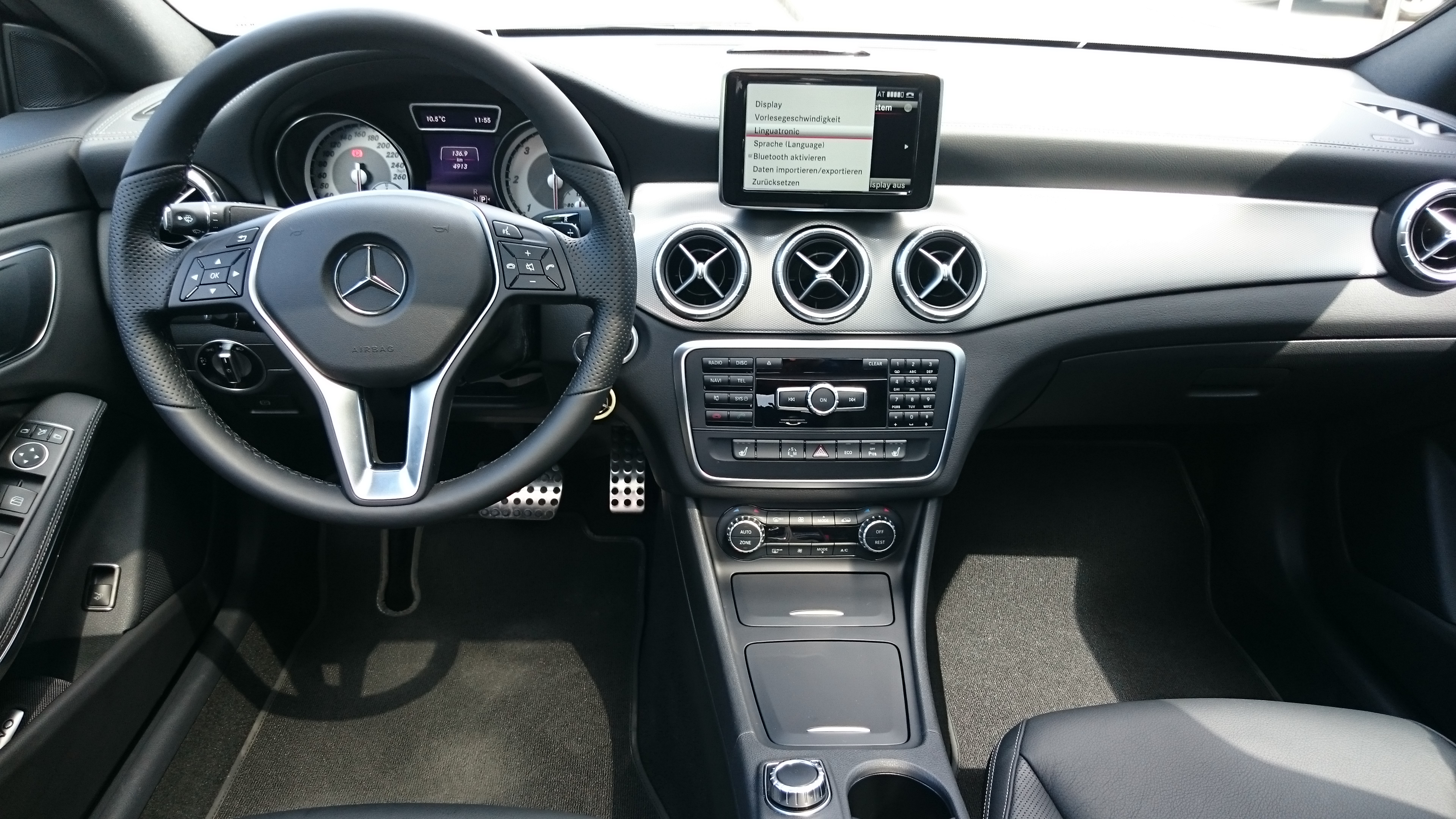
CLA (C117) Cockpit (enthält Zusatzausstattung)

Das Design des Interieurs orientiert sich stark an dem der A- und B-Klasse. Der C 117 hat in der Grundversion ein Dreispeichenlenkrad mit Aluminiumdoppelstrebe aus dem CLS. Das Kombi-Instrument hat zwei analoge Rundinstrumente, die jeweils ein weiteres kleines Rundinstrument enthalten, zwischen denen sich ein 11,4 cm großes Multifunktionsdisplay befindet. An der Instrumententafel ist analog zur B-Klasse ein großes Zierelement angebracht. Das Zentraldisplay mit einer Diagonale von 14,7 cm in der Basis und 17,8 cm bei Wahl des Navigationssystems, das sich über den drei Lüftungsdüsen im Kreuzdesign aus Aluminium befindet, ist nun in das Instrumententafeloberteil integriert. Unterhalb des Zierelementes mit den Lüftungsdüsen befindet sich eine zur Armauflage fließende Bedieneinheit, die aus zwei getrennten Abteilen besteht, oben beginnend mit der Bedienung des Radios und des Navigationssystems und darunter die Klimaregler. Die Bedienknöpfe bestehen aus Aluminium.
Der Schalthebel entfällt bei Modellen mit dem Doppelkupplungsgetriebe, die Handbremse wird bei allen Modellen durch eine elektrische Parkbremse (löst automatisch beim Anfahren) ersetzt, sodass sich an deren Stelle nun zwei Staufächer befinden. Die Bedienung des Radios und Navigationssystems erfolgt über einen Dreh- und Drückknopf vor der Mittelarmlehne.

## Ausstattung und Pakete

### Serienausstattung
Der CLA hat in der Basisversion ASR, ABS, BAS, ESP, ein Sechsgang-Schaltgetriebe mit Eco Start-Stopp-Funktion und Schaltpunktanzeige sowie eine servounterstützte Parameterlenkung und bei den Modellen CLA 250 und CLA 220 CDI einen Tempomaten mit variabler Geschwindigkeitsbegrenzung Speedtronic mit Bremseingriff. Die eingestellte Begrenzung kann durch einen Kickdown überschritten werden. Die stärksten Modelle, der CLA 250 und der CLA 220 CDI, sind ausschließlich mit dem 7G-DCT mit Eco Start-Stopp-Funktion zu haben. Als Räder kommen bei den jeweils schwächeren Modellen CLA 180 und CLA 200 Reifen in der Dimension 205/55 R 16 mit Leichtmetallfelgen im Zehn-Speichen-Design zum Einsatz, die Modelle CLA 250 und CLA 220 CDI rollen auf Reifen in der Dimension 225/45 R 17 mit Leichtmetallrädern im Zehn-Speichen-Design ab; das Sparmodell CLA 180 BlueEFFICIENCY Edition erhält Räder im Format 195/65 R 15 mit Stahlrädern und Radzierblenden im Zehn-Loch-Design. Der CLA ist mit dem Kollisionswarnsystem Collision Prevention Assist, mit dem Müdigkeitswarner Attention Assist und mit sieben Airbags ausgestattet.
Im Innenraum hat der CLA ein dreispeichiges Multifunktionslenkrad, das sowohl in der Höhe als auch in der Weite verstellbar ist, sowie Dreipunkt-Sicherheitsgurte auf allen Plätzen und eine umklappbare Rückbank. Ferner hat der C 117 serienmäßig eine Klimaanlage, wärmedämmendes Grünglas, vierfach elektrische Fensterheber und das Radio Audio 20 CD mit CD/DVD-Player, dessen Wiedergabe über ein Farbdisplay auf der Mittelkonsole mit einer Diagonale von 14,7 Zentimetern (ab November 2014 auf Wunsch 17,8 Zentimeter) erfolgt und das eine Bluetooth-Schnittstelle mit Freisprechfunktion, einen Aux-in Anschluss (in der Mittelarmlehne), eine Telefontastatur sowie sechs Lautsprecher hat. Außerdem hat das Basismodell beheizbare und elektrisch einstellbare Außenspiegel, eine beheizbare Heckscheibe sowie LED-Tagfahrlicht in runder Ausführung. Die Polsterung besteht aus einer Kombination aus Stoff und Ledernachbildung.
Der Einstiegspreis der Modelle mit Ottomotor beträgt 28.976,50 Euro (CLA 180); der mit Dieselmotor 31.178,00 Euro.

### Sonderausstattung

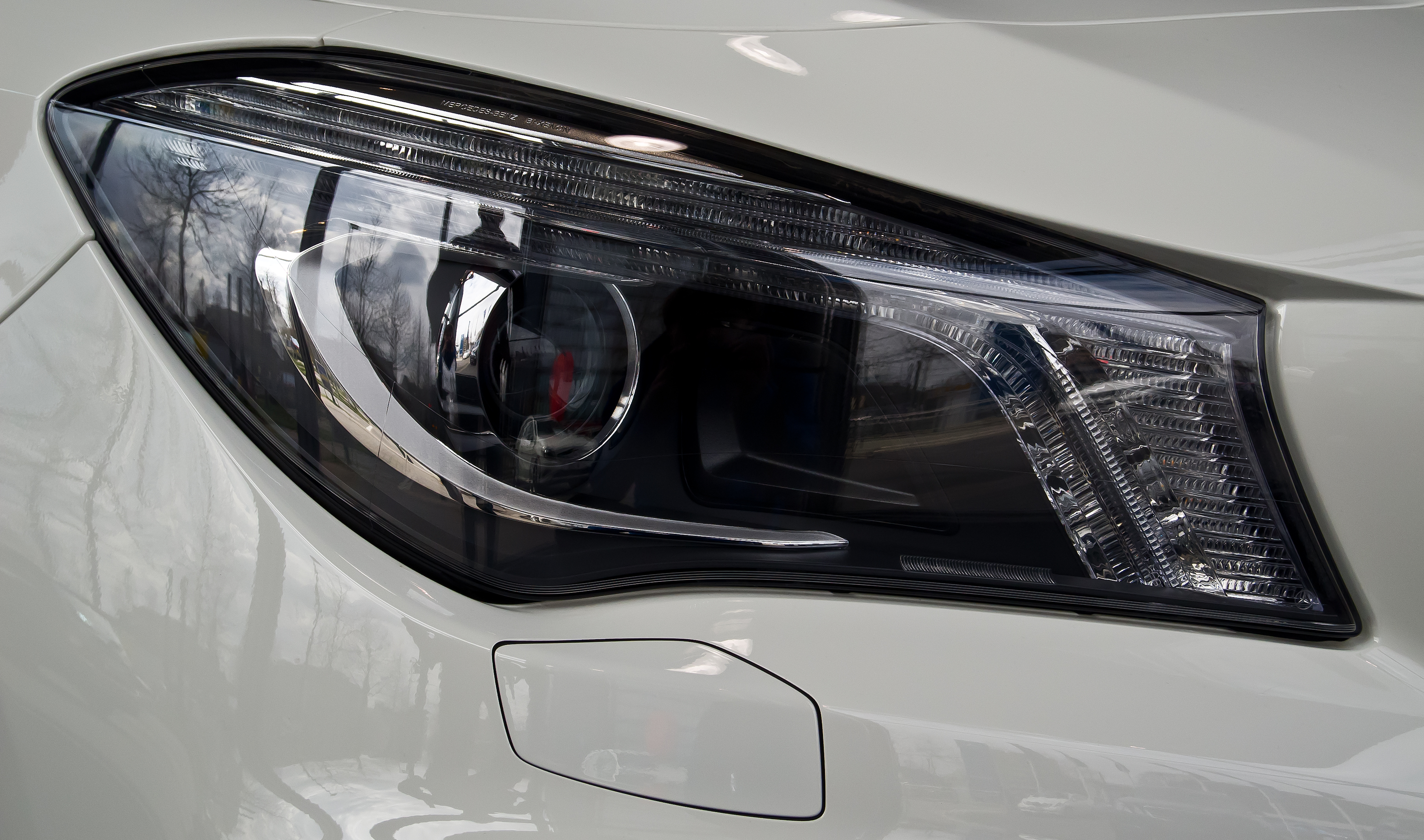
Bi-Xenon-Scheinwerfer

Als Sonderausstattung stehen unter anderem das automatisierte Siebengang-Doppelkupplungsgetriebe 7G-DCT, ein Tempomat mit variabler Geschwindigkeitsbegrenzung Speedtronic mit Bremseingriff, Sitzheizung für Fahrer und Beifahrer, diverse Teil- sowie Vollledersitze, ein Lederlenkrad, Standheizung, die Zwei-Zonen-Klimatisierungsautomatik Thermotronic, ab der B-Säule abgedunkelte Scheiben und ein Panorama-Schiebedach in der Preisliste. Weiterhin werden Bi-Xenon-Scheinwerfer, das Intelligent Light System, Nebelscheinwerfer (nur bei serienmäßigen Reflexionsscheinwerfern), das integrierte Navigationssystem Becker Map Pilot, dessen Wiedergabe über das serienmäßige Display zwei-, teilweise sogar dreidimensional erfolgt, das in 3D wiedergebende Multimedia-System Comand Online, das die Sprachsteuerung Linguatronic enthält, das Surround-Soundsystem Harman Kardon Logic 7 mit zwölf Lautsprechern und einer Leistung von 450 Watt, Sidebags im Fond, das Insassenschutzsystem Pre-Safe, der Abstandsregeltempomat Distronic Plus, ein Aktiver Park-Assistent inklusive Parktronic und eine Rückfahrkamera angeboten.

### Linien
Neben der Basis-Ausstattung werden die Ausstattungslinien Urban und die AMG Line angeboten. Daneben ist das Modell CLA 250 Sport, das in Zusammenarbeit mit der Mercedes-AMG GmbH entwickelt worden ist, erhältlich.

#### Urban
Charakteristika der Ausstattungslinie Urban sind am Exterieur die zweiflutige Abgasanlage mit eckigen Edelstahl-Endrohrblenden, der silberfarbenen Heckdiffusor, der schwarzfarbene, mit einer Chrom-Lamelle bestückte Diamantkühlergrill sowie 18-Zoll-Leichtmetallfelgen im 5-Speichen-Design. Außerdem beinhaltet die Linie Urban ein Sportfahrwerk, wodurch die Karosserie vorne um 20 mm und hinten um 15 mm abgesenkt ist. Auf dieses kann auf Wunsch zugunsten des gewöhnlichen Komfortfahrwerks verzichtet werden.
Im Interieur hat diese Linie teilweise in Ledernachbildung gehaltene Integral-Sportsitze vorne, ein beledertes Multifunktionslenkrad sowie einen belederten Schalthebel. Außerdem sind an diversen Stellen Kontrastziernähte vernäht, die Türmittelfelder beledert sowie an diversen Stellen wie z. B. an den Luftdüsen Silberchrom angebracht.

#### AMG Line

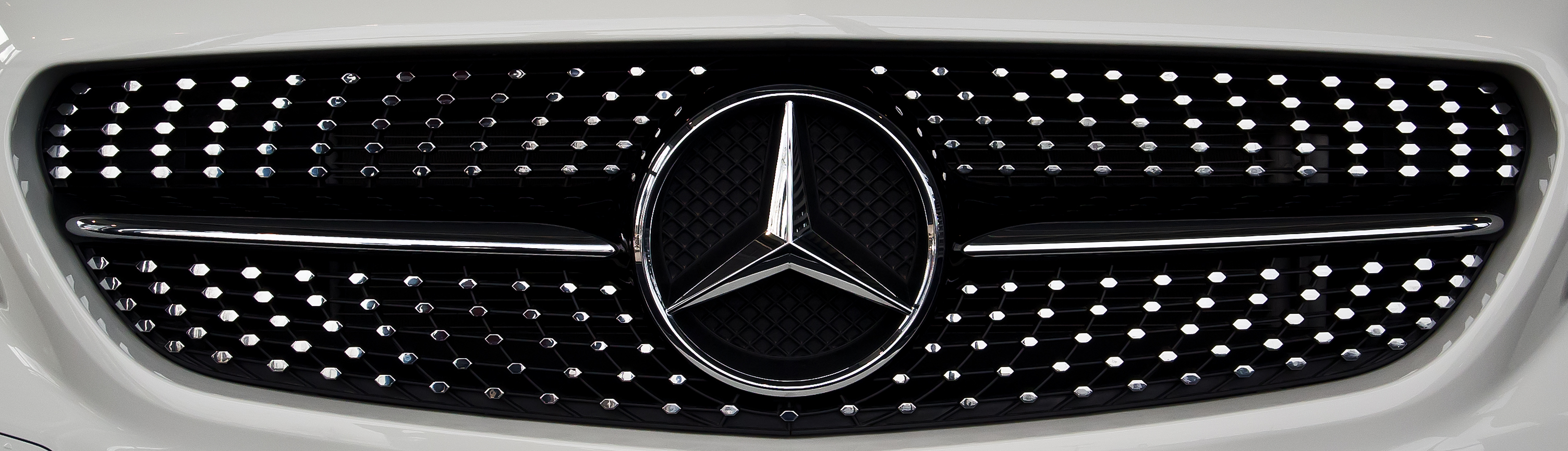
Diamantkühlergrill

Die höchste Ausstattungslinie AMG Line hat AMG-Front-, Seiten- und Heckschürzen, 18 Zoll große AMG-Leichtmetallräder mit fünf Doppelspeichen, einen silberfarbenen, mit einer Chromlamelle bestückten Kühlergrill und eine zweiflutige Abgasanlage mit rechteckigen Edelstahlendrohrblenden. Außerdem gibt es hier ein Sportfahrwerk, der Wagen ist tiefergelegt; die Bremsscheiben sind gelocht und am Heck ist ein in Wagenfarbe gehaltener Diffusor.
Die Sitze (Integralsportsitze) mit roten Kontrastziernähten dieser Linie sind teilweise mit Kunstleder bezogen, das Multifunktionssportlenkrad ist unten abgeflacht und wie der Schalthebel beledert und mit roten Kontrastziernähten versehen. Schließlich enthält die AMG Line eine Sportpedalanlage und an diversen Stellen rote Kontrastziernähte sowie verchromten Zierrat.

#### Sport
Das Benziner-Topmodell, das von AMG selbst weiterentwickelt wurde, war ab Dezember 2013 als spezielles Sportmodell CLA 250 Sport erhältlich.

Basierend auf der höchsten Ausstattungslinie AMG Sport offerieren diese Fahrzeuge einen Diamantgrill mit einer einzelnen Lamelle in ebendiesem Grill. Gegenüber Fahrzeugen mit der Ausstattungslinie AMG Line sind an den Sport-Modellen sowohl an der Front- als auch auf der Heckschürze rote Zierelemente angebracht. Außerdem verfügen die Scheinwerfer über rote Akzentringe. An beiden Achsen kommen rote Bremssättel zum Einsatz. Abschließend sind an den Kotflügeln dieser Modelle Sport-Plaketten angebracht. Auf technischer Seite wurden das Fahrwerk durch AMG ebenso wie die ESP-Abstimmung, die Abstimmung des 7G-DCT, des Motors sowie des Motorklanges in sportlicher Hinsicht weiterentwickelt.

### Pakete und Sondermodelle

#### Night-Paket
Das Night-Paket kann nicht mit der Basisausstattung kombiniert werden. Obligatorisch ist also die Wahl einer der beiden Ausstattungslinien. Fahrzeuge, die mit dem Night-Paket ausgestattet sind, verfügen über schwarz lackierte sowie glanzgedrehte, 18 Zoll große Leichtmetallfelgen im 5-Doppelspeichen-Design, eine schwarz lackierte Lamelle im Diamantkühlergrill und schwarz lackierte Außenspiegel. Außerdem sind die Scheiben ab der B-Säule dunkel getönt und die Bordkantenzierstäbe sowie die Fenstereinfassung sind schwarz glänzend.

#### Exklusiv-PaketundAMG Exklusiv-Paket
Das Exklusiv-Paket hebt sich durch serienmäßige Ledersitze, die vorne beheizbar sind und weiterhin mit einer 4-Wege-Lordosenverstellung ausgestattet sind, sowie durch eine belederte Instrumententafel, belederte Türmittelfelder, belederte Bordkanten und ein Zierelement in Aluminium von den übrigen Modellen und Paketen ab. Weiterhin verfügen Modelle, die mit diesem Paket ausgestattet sind, über ein beledertes Lenkrad und über einen belederten Wählhebel. Für die AMG Line ist ein erweitertes AMG Exklusiv-Paket mit Lederpolsterung schwarz Red Cut, Fußmatten in Cord mit roten Ziernähten sowie einem Zierelement in längsgeschliffenem Aluminium bestellbar.

#### SondermodellEdition 1
Zum Marktstart gibt es ein Jahr lang auf Wunsch das Sondermodell Edition 1, welches die AMG Line und das Night-Paket sowie Bi-Xenon-Scheinwerfer beinhaltet. Die Lamelle im Kühlergrill ist schwarz und der Heckdiffusor in Wagenfarbe lackiert. Im Innenraum verfügt dieses Sondermodell über Sitze, die teils beledert sind und teils über eine schwarze Mikrofaser-Polsterung mit gelben Kontrastziernähten, die im gesamten Innenraum vernäht sind, verfügen.

#### SondermodellPEAK Edition
Ab 9. Januar 2017 war für die A-Klasse, B-Klasse, sowie CLA (als Coupé und Shooting Brake) und GLA die PEAK Edition erhältlich. Ein Sondermodell, welches für alle Modelle auf der AMG Line aufbauen und mit einem exklusiven 18″ oder 19″ AMG-Leichtmetallrad und beispielsweise LED-Scheinwerfern angeboten wurde. Im Interieur erhält das Sondermodell das Licht & Sicht-Paket, ein 8″ Display sowie Sitzheizung für Fahrer und Beifahrer. Die Fußmatten sind mit einem bestickten „EDITION“-Schriftzug versehen, ebenso ist auf dem Kotflügel eine „EDITION“-Plakette angebracht. Serie ist ebenso eine exklusive Folierung (abwählbar). Die Ausstattung des Sondermodells kann mit bestimmten Sonderausstattungen erweitert werden.

## Technische Daten

### Motoren

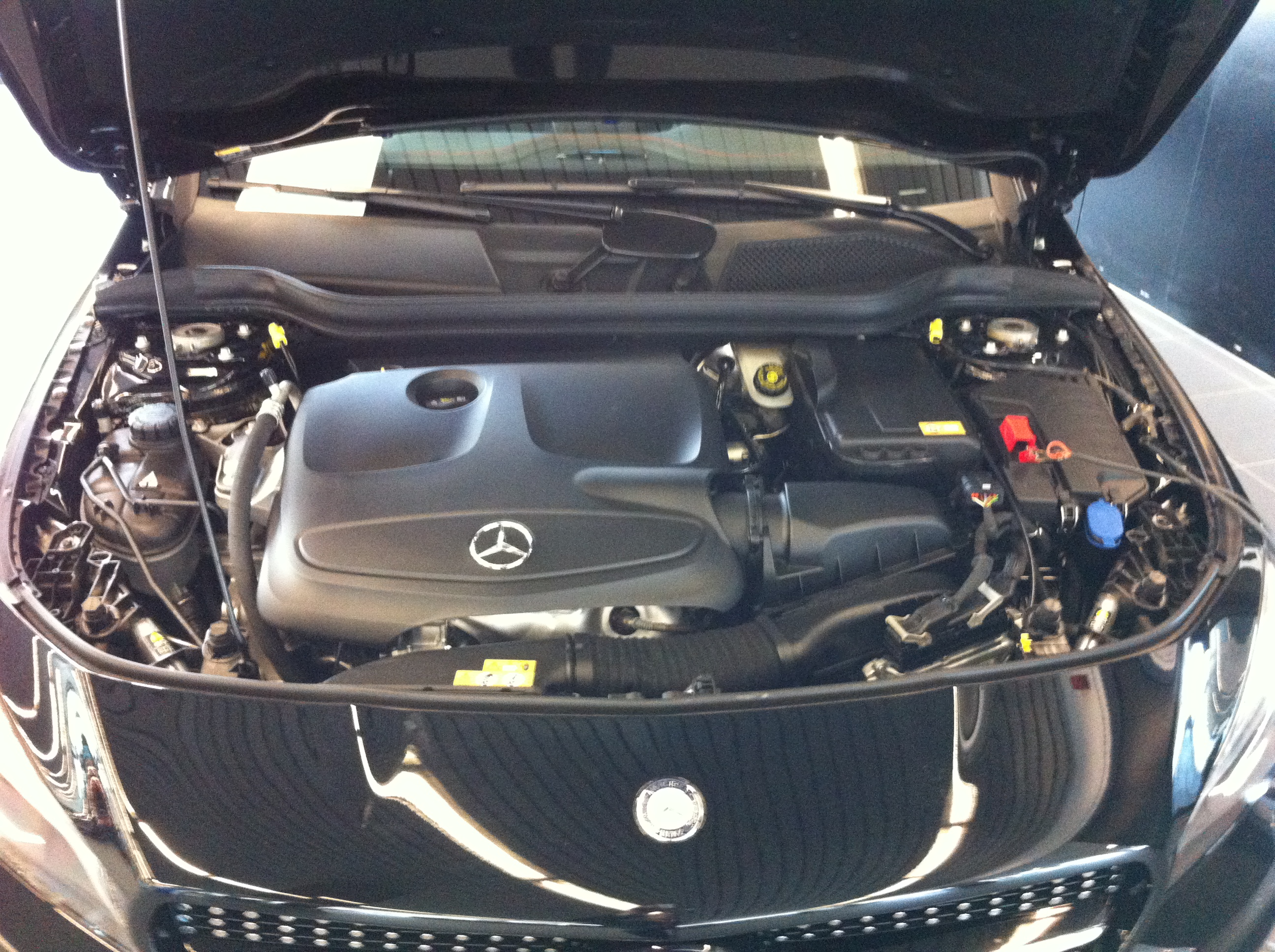
Blick auf den Motorraum des CLA 250

Zum Marktstart werden fünf Motorisierungen mit ausschließlich vier Zylindern angeboten. Auf Seite der Ottomotoren gibt es einen 1,6-Liter-Direkteinspritzer mit Turbolader und einer Leistung von 90 kW (122 PS). Diese Motorisierung gibt es neben der normalen Variante CLA 180 auch im aerodynamisch und verbrauchstechnisch optimierten CLA 180 BlueEFFICIENCY Edition. Darüber rangiert die mit 115 kW (156 PS) leistungsstärkere Ausbaustufe ebendieses Motors im CLA 200. Weiterhin gibt es im CLA 250 einen zwei Liter großen Direkteinspritzer mit Turboaufladung, der auf eine Leistung von 155 kW (211 PS) kommt. Auf Seite der Dieselmotoren wird vorerst nur die stärkste Variante des OM 651 angeboten. Das CLA 220 CDI genannte Modell leistet aus 2,1 Litern Hubraum 125 kW (170 PS). Alle Motoren erfüllen zum Marktstart die Abgasnorm Euro 6. Außerdem wird ab Juni 2013 der CLA 45 AMG mit 265 kW (360 PS) angeboten.
Ab September 2014 verfügt der CLA 200 CDI über einen Hubraum von 2,1 Litern statt bisher 1,8 Litern und wird seitdem auch mit Allradantrieb als CLA 200 CDI 4MATIC angeboten. Auch der CLA 220 CDI wird seitdem als 4MATIC-Variante angeboten. Der CLA 220 CDI (4MATIC) verfügt bei ab Anfang November 2014 ausgelieferten Fahrzeugen eine Mehrleistung von 5 kW (7 PS).

#### Ottomotoren
| Kenngrößen                                  | CLA 180 BlueEFFICIENCY Edition | CLA 180                                                           | CLA 200                                                           | CLA 220 4MATIC                          | CLA 250                                                           | CLA 250                                                           | CLA 250 Sport                                                     | CLA 250 4MATIC                          | CLA 250 Sport 4MATIC                    | Mercedes-AMG CLA 45                                 | Mercedes-AMG CLA 45                                 |
| Bauzeitraum                                 | 01/2013–05/2018                | 01/2013–02/2019                                                   | 01/2013–02/2019                                                   | 07/2016–02/2019                         | 01/2013–02/2014                                                   | 03/2014–02/2019                                                   | 02/2014–05/2018                                                   | 06/2013–02/2019                         | 02/2014–05/2018                         | 01/2013–08/2015                                     | 09/2015–07/2019                                     |
| Motorkenndaten                              |                                |                                                                   |                                                                   |                                         |                                                                   |                                                                   |                                                                   |                                         |                                         |                                                     |                                                     |
| Motorbezeichnung *                          | M 270 DE 16 AL red.            | M 270 DE 16 AL red.                                               | M 270 DE 16 AL                                                    | M 270 DE 20 AL                          | M 270 DE 20 AL                                                    | M 270 DE 20 AL                                                    | M 270 DE 20 AL                                                    | M 270 DE 20 AL                          | M 270 DE 20 AL                          | M 133 DE 20 AL                                      | M 133 DE 20 AL                                      |
| Motortyp                                    | R4-Ottomotor                   | R4-Ottomotor                                                      | R4-Ottomotor                                                      | R4-Ottomotor                            | R4-Ottomotor                                                      | R4-Ottomotor                                                      | R4-Ottomotor                                                      | R4-Ottomotor                            | R4-Ottomotor                            | R4-Ottomotor                                        | R4-Ottomotor                                        |
| Gemischaufbereitung                         | Direkteinspritzung             | Direkteinspritzung                                                | Direkteinspritzung                                                | Direkteinspritzung                      | Direkteinspritzung                                                | Direkteinspritzung                                                | Direkteinspritzung                                                | Direkteinspritzung                      | Direkteinspritzung                      | Direkteinspritzung                                  | Direkteinspritzung                                  |
| Motoraufladung                              | Turbolader                     | Turbolader                                                        | Turbolader                                                        | Turbolader                              | Turbolader                                                        | Turbolader                                                        | Turbolader                                                        | Turbolader                              | Turbolader                              | Turbolader                                          | Turbolader                                          |
| Hubraum                                     | 1595 cm³                       | 1595 cm³                                                          | 1595 cm³                                                          | 1991 cm³                                | 1991 cm³                                                          | 1991 cm³                                                          | 1991 cm³                                                          | 1991 cm³                                | 1991 cm³                                | 1991 cm³                                            | 1991 cm³                                            |
| max. Leistung                               | 90 kW (122 PS) bei 5000/min    | 90 kW (122 PS) bei 5000/min                                       | 115 kW (156 PS) bei 5300/min                                      | 135 kW (184 PS) bei 5500/min            | 155 kW (211 PS) bei 5500/min                                      | 155 kW (211 PS) bei 5500/min                                      | 160 kW (218 PS) bei 5500/min                                      | 155 kW (211 PS) bei 5500/min            | 160 kW (218 PS) bei 5500/min            | 265 kW (360 PS) bei 6000/min                        | 280 kW (381 PS) bei 6000/min                        |
| max. Drehmoment                             | 200 Nm bei 1250–4000/min       | 200 Nm bei 1250–4000/min                                          | 250 Nm bei 1250–4000/min                                          | 300 Nm bei 1200–4000/min                | 350 Nm bei 1200–4000/min                                          | 350 Nm bei 1200–4000/min                                          | 350 Nm bei 1200–4000/min                                          | 350 Nm bei 1200–4000/min                | 350 Nm bei 1200–4000/min                | 450 Nm bei 2250–5000/min                            | 475 Nm bei 2250–5000/min                            |
| Kraftübertragung                            |                                |                                                                   |                                                                   |                                         |                                                                   |                                                                   |                                                                   |                                         |                                         |                                                     |                                                     |
| Antrieb, serienmäßig                        | Vorderradantrieb               | Vorderradantrieb                                                  | Vorderradantrieb                                                  | Allradantrieb                           | Vorderradantrieb                                                  | Vorderradantrieb                                                  | Vorderradantrieb                                                  | Allradantrieb                           | Allradantrieb                           | Allradantrieb                                       | Allradantrieb                                       |
| Getriebe, serienmäßig [optional]            | 6-Gang-Schaltgetriebe          | 6-Gang-Schaltgetriebe [ 7-Gang-Doppelkupplungsgetriebe (7G-DCT) ] | 6-Gang-Schaltgetriebe [ 7-Gang-Doppelkupplungsgetriebe (7G-DCT) ] | 7-Gang-Doppelkupplungsgetriebe (7G-DCT) | 6-Gang-Schaltgetriebe [ 7-Gang-Doppelkupplungsgetriebe (7G-DCT) ] | 6-Gang-Schaltgetriebe [ 7-Gang-Doppelkupplungsgetriebe (7G-DCT) ] | 6-Gang-Schaltgetriebe [ 7-Gang-Doppelkupplungsgetriebe (7G-DCT) ] | 7-Gang-Doppelkupplungsgetriebe (7G-DCT) | 7-Gang-Doppelkupplungsgetriebe (7G-DCT) | AMG SPEEDSHIFT DCT 7-Gang-Sportgetriebe             | AMG SPEEDSHIFT DCT 7-Gang-Sportgetriebe             |
| Messwerte                                   |                                |                                                                   |                                                                   |                                         |                                                                   |                                                                   |                                                                   |                                         |                                         |                                                     |                                                     |
| Höchstgeschwindigkeit                       |                                |                                                                   |                                                                   |                                         |                                                                   |                                                                   |                                                                   |                                         |                                         |                                                     |                                                     |
| Coupé                                       | 190 km/h                       | 210 km/h                                                          | 230 km/h                                                          | 240 km/h                                | 240 km/h                                                          | 240 km/h                                                          | 250 km/h **                                                       | 240 km/h                                | 250 km/h **                             | 250 km/h ** (mit AMG Driver’s Package: 270 km/h **) | 250 km/h ** (mit AMG Driver’s Package: 270 km/h **) |
| Shooting Brake                              | —                              | 210 km/h                                                          | 225 km/h                                                          | 235 km/h                                | —                                                                 | 240 km/h                                                          | —                                                                 | 240 km/h                                | 240 km/h                                | 250 km/h ** (mit AMG Driver’s Package: 270 km/h **) | 250 km/h ** (mit AMG Driver’s Package: 270 km/h **) |
| Beschleunigung, 0–100 km/h                  |                                |                                                                   |                                                                   |                                         |                                                                   |                                                                   |                                                                   |                                         |                                         |                                                     |                                                     |
| Coupé                                       | 9,9 s                          | 9,3 s [ 9,2 s ]                                                   | 8,6 s [ 8,5 s ]                                                   | 7,1 s                                   | 6,6 s [ 7,1 s ]                                                   | 6,6 s [ 7,1 s ]                                                   | 6,5 s [ 6,4 s ]                                                   | 6,5 s                                   | 6,4 s                                   | 4,5 s                                               | 4,2 s                                               |
| Shooting Brake                              | —                              | 9,4 s [ 9,3 s ]                                                   | 8,8 s [ 8,7 s ]                                                   | 7,2 s                                   | —                                                                 | 6,8 s [ 6,9 s ]                                                   | —                                                                 | 6,6 s                                   | 6,7 s                                   | 4,8 s                                               | 4,3 s                                               |
| Kraftstoffverbrauch auf 100 km (kombiniert) |                                |                                                                   |                                                                   |                                         |                                                                   |                                                                   |                                                                   |                                         |                                         |                                                     |                                                     |
| Coupé                                       | 5,0 l Super                    | 5,4–5,6 l Super [ 5,2–5,5 l Super ]                               | 5,5–5,7 l Super [ 5,2–5,5 l Super ]                               | 6,5–6,7 l Super                         | 6,1–6,2 l Super                                                   | 5,4–5,5 l Super                                                   | 5,8 l Super                                                       | 6,4–6,6 l Super                         | 6,6 l Super                             | 6,9 l Super Plus                                    | 6,9 l Super Plus                                    |
| Shooting Brake                              | —                              | 5,5–6,0 l Super [ 5,3–5,6 l Super ]                               | 5,6–6,0 l Super [ 5,3–5,6 l Super ]                               | 6,7–6,9 l Super                         | —                                                                 | 5,5–5,7 l Super                                                   | —                                                                 | 6,6–6,8 l Super                         | 6,8 l Super                             | 6,9–7,1 l Super Plus                                | 6,9–7,1 l Super Plus                                |
| CO2-Emission (kombiniert)                   |                                |                                                                   |                                                                   |                                         |                                                                   |                                                                   |                                                                   |                                         |                                         |                                                     |                                                     |
| Coupé                                       | 117 g/km                       | 126–130 g/km [ 122–129 g/km ]                                     | 127–131 g/km [ 122–129 g/km ]                                     | 152–156 g/km                            | 142–144 g/km                                                      | 125–128 g/km                                                      | 137 g/km                                                          | 151–154 g/km                            | 154 g/km                                | 161 g/km                                            | 162 g/km                                            |
| Shooting Brake                              | —                              | 128–140 g/km [ 124–132 g/km ]                                     | 130–140 g/km [ 124–132 g/km ]                                     | 154–158 g/km                            | —                                                                 | 128–132 g/km                                                      | —                                                                 | 152–156 g/km                            | 158 g/km                                | 161–165 g/km                                        | 162 g/km                                            |
| Abgasnorm nach EU-Klassifikation            | Euro 6                         | Euro 6 (ab 06/2018: Euro 6d-TEMP)                                 | Euro 6 (ab 06/2018: Euro 6d-TEMP)                                 | Euro 6 (ab 06/2018: Euro 6d-TEMP)       | Euro 6                                                            | Euro 6 (ab 06/2018: Euro 6d-TEMP)                                 | Euro 6                                                            | Euro 6 (ab 06/2018: Euro 6d-TEMP)       | Euro 6                                  | Euro 6                                              | Euro 6 (ab 06/2018: Euro 6d-TEMP)                   |

#### Dieselmotoren
| Kenngrößen                                  | CLA 180 CDI                                                       | CLA 200 CDI                                                       | CLA 200 CDI                                                       | CLA 200 CDI 4MATIC                      | CLA 220 CDI                             | CLA 220 CDI                             | CLA 220 CDI                             | CLA 220 CDI                             | CLA 220 CDI 4MATIC                      | CLA 220 CDI 4MATIC                      | CLA 220 CDI 4MATIC                      |
| Bauzeitraum                                 | 11/2013–05/2018                                                   | 01/2013–08/2014                                                   | 09/2014–02/2019                                                   | 09/2014–02/2019                         | 01/2013–02/2014                         | 03/2014–10/2014                         | 06/2018–02/2019                         | 11/2014–05/2018                         | 09/2014–10/2014                         | 06/2018–02/2019                         | 11/2014–05/2018                         |
| Motorkenndaten                              |                                                                   |                                                                   |                                                                   |                                         |                                         |                                         |                                         |                                         |                                         |                                         |                                         |
| Motorbezeichnung *                          | OM 607 DE 15 LA                                                   | OM 651 DE 18 LA                                                   | OM 651 DE 22 LA                                                   | OM 651 DE 22 LA                         | OM 651 DE 22 LA                         | OM 651 DE 22 LA                         | OM 651 DE 22 LA                         | OM 651 DE 22 LA                         | OM 651 DE 22 LA                         | OM 651 DE 22 LA                         | OM 651 DE 22 LA                         |
| Motortyp                                    | R4-Dieselmotor                                                    | R4-Dieselmotor                                                    | R4-Dieselmotor                                                    | R4-Dieselmotor                          | R4-Dieselmotor                          | R4-Dieselmotor                          | R4-Dieselmotor                          | R4-Dieselmotor                          | R4-Dieselmotor                          | R4-Dieselmotor                          | R4-Dieselmotor                          |
| Gemischaufbereitung                         | Common-Rail-Direkteinspritzung                                    | Common-Rail-Direkteinspritzung                                    | Common-Rail-Direkteinspritzung                                    | Common-Rail-Direkteinspritzung          | Common-Rail-Direkteinspritzung          | Common-Rail-Direkteinspritzung          | Common-Rail-Direkteinspritzung          | Common-Rail-Direkteinspritzung          | Common-Rail-Direkteinspritzung          | Common-Rail-Direkteinspritzung          | Common-Rail-Direkteinspritzung          |
| Motoraufladung                              | Turbolader                                                        | Turbolader                                                        | Turbolader                                                        | Turbolader                              | Turbolader                              | Turbolader                              | Turbolader                              | Turbolader                              | Turbolader                              | Turbolader                              | Turbolader                              |
| Hubraum                                     | 1461 cm³                                                          | 1796 cm³                                                          | 2143 cm³                                                          | 2143 cm³                                | 2143 cm³                                | 2143 cm³                                | 2143 cm³                                | 2143 cm³                                | 2143 cm³                                | 2143 cm³                                | 2143 cm³                                |
| max. Leistung                               | 80 kW (109 PS) bei 4000/min                                       | 100 kW (136 PS) bei 3600–4400/min                                 | 100 kW (136 PS) bei 3200–4000/min                                 | 100 kW (136 PS) bei 3200–4000/min       | 125 kW (170 PS) bei 3000–4200/min       | 125 kW (170 PS) bei 3400–4000/min       | 125 kW (170 PS)                         | 130 kW (177 PS) bei 3400–4000/min       | 125 kW (170 PS) bei 3400–4000/min       | 125 kW (170 PS)                         | 130 kW (177 PS) bei 3400–4000/min       |
| max. Drehmoment                             | 260 Nm bei 1750–2500/min                                          | 300 Nm bei 1600–3000/min                                          | 300 Nm bei 1400–3000/min                                          | 300 Nm bei 1400–3000/min                | 350 Nm bei 1600–3000/min                | 350 Nm bei 1400–3400/min                | 350 Nm bei 1400–3400/min                | 350 Nm bei 1400–3400/min                | 350 Nm bei 1400–3400/min                | 350 Nm bei 1400–3400/min                | 350 Nm bei 1400–3400/min                |
| Kraftübertragung                            |                                                                   |                                                                   |                                                                   |                                         |                                         |                                         |                                         |                                         |                                         |                                         |                                         |
| Antrieb, serienmäßig                        | Vorderradantrieb                                                  | Vorderradantrieb                                                  | Vorderradantrieb                                                  | Allradantrieb                           | Vorderradantrieb                        | Vorderradantrieb                        | Vorderradantrieb                        | Vorderradantrieb                        | Allradantrieb                           | Allradantrieb                           | Allradantrieb                           |
| Getriebe, serienmäßig [ optional ]          | 6-Gang-Schaltgetriebe [ 7-Gang-Doppelkupplungsgetriebe (7G-DCT) ] | 6-Gang-Schaltgetriebe [ 7-Gang-Doppelkupplungsgetriebe (7G-DCT) ] | 6-Gang-Schaltgetriebe [ 7-Gang-Doppelkupplungsgetriebe (7G-DCT) ] | 7-Gang-Doppelkupplungsgetriebe (7G-DCT) | 7-Gang-Doppelkupplungsgetriebe (7G-DCT) | 7-Gang-Doppelkupplungsgetriebe (7G-DCT) | 7-Gang-Doppelkupplungsgetriebe (7G-DCT) | 7-Gang-Doppelkupplungsgetriebe (7G-DCT) | 7-Gang-Doppelkupplungsgetriebe (7G-DCT) | 7-Gang-Doppelkupplungsgetriebe (7G-DCT) | 7-Gang-Doppelkupplungsgetriebe (7G-DCT) |
| Messwerte                                   |                                                                   |                                                                   |                                                                   |                                         |                                         |                                         |                                         |                                         |                                         |                                         |                                         |
| Höchstgeschwindigkeit                       |                                                                   |                                                                   |                                                                   |                                         |                                         |                                         |                                         |                                         |                                         |                                         |                                         |
| Coupé                                       | 205 km/h                                                          | 220 km/h [ 220 km/h ]                                             | 220 km/h [ 220 km/h ]                                             | 216 km/h                                | 230 km/h                                | 230 km/h                                | 232 km/h                                | 232 km/h                                | 230 km/h                                | 230 km/h                                | 230 km/h                                |
| Shooting Brake                              | —                                                                 | —                                                                 | 215 km/h [ 215 km/h ]                                             | 212 km/h                                | —                                       | —                                       | 228 km/h                                | 228 km/h                                | —                                       | 225 km/h                                | 225 km/h                                |
| Beschleunigung, 0–100 km/h                  |                                                                   |                                                                   |                                                                   |                                         |                                         |                                         |                                         |                                         |                                         |                                         |                                         |
| Coupé                                       | 11,6 s [ 11,9 s ]                                                 | 9,4 s [ 9,3 s ]                                                   | 9,9 s [ 9,8 s ]                                                   | 9,8 s                                   | 8,2 s                                   | 8,2 s                                   | 7,7 s                                   | 8,2 s                                   | 8,2 s                                   | 7,7 s                                   | 8,2 s                                   |
| Shooting Brake                              | —                                                                 | —                                                                 | 9,5 s [ 9,9 s ]                                                   | 9,8 s                                   | —                                       | —                                       | 7,8 s                                   | 8,3 s                                   | —                                       | 7,8 s                                   | 8,3 s                                   |
| Kraftstoffverbrauch auf 100 km (kombiniert) |                                                                   |                                                                   |                                                                   |                                         |                                         |                                         |                                         |                                         |                                         |                                         |                                         |
| Coupé                                       | 3,9–4,2 l Diesel [ 3,9–4,2 l Diesel ]                             | 4,1–4,4 l Diesel [ 4,0–4,2 l Diesel ]                             | 4,1 l Diesel [ 4,0 l Diesel ]                                     | 4,6–4,8 l Diesel                        | 4,2–4,5 l Diesel                        | 4,0–4,2 l Diesel                        | 5,3–5,5 l Diesel                        | 4,0–4,2 l Diesel                        | 4,6–4,8 l Diesel                        | 5,4–5,6 l Diesel                        | 4,6–4,8 l Diesel                        |
| Shooting Brake                              | —                                                                 | —                                                                 | 4,1–4,4 l Diesel [ 3,9–4,2 l Diesel ]                             | 4,6–5,0 l Diesel                        | —                                       | —                                       | 5,4–5,6 l Diesel                        | 4,0–4,3 l Diesel                        | —                                       | 5,5–5,7 l Diesel                        | 4,6–5,0 l Diesel                        |
| CO2-Emission (kombiniert)                   |                                                                   |                                                                   |                                                                   |                                         |                                         |                                         |                                         |                                         |                                         |                                         |                                         |
| Coupé                                       | 99–108 g/km [ 102–109 g/km ]                                      | 107–114 g/km [ 104–110 g/km ]                                     | 107 g/km [ 104 g/km ]                                             | 119–124 g/km                            | 109–117 g/km                            | 104–111 g/km                            | 140–145 g/km                            | 104–111 g/km                            | 119–125 g/km                            | 142–148 g/km                            | 119–125 g/km                            |
| Shooting Brake                              | —                                                                 | —                                                                 | 108–115 g/km [ 101–111 g/km ]                                     | 121–131 g/km                            | —                                       | —                                       | 142–147 g/km                            | 105–112 g/km                            | —                                       | 145–151 g/km                            | 121–131 g/km                            |
| Abgasnorm nach EU-Klassifikation            | Euro 5 (ab 09/2014: Euro 6)                                       | Euro 5                                                            | Euro 6                                                            | Euro 6                                  | Euro 6                                  | Euro 6                                  | Euro 6                                  | Euro 6                                  | Euro 6                                  | Euro 6                                  | Euro 6                                  |

Werte in eckigen Klammern [ ] für Modelle mit Doppelkupplungsgetriebe
* Die Motorbezeichnung ist wie folgt verschlüsselt:
M = Motor (Otto), OM = Ölmotor (Diesel), Baureihe = 3-stellig, DE = Direkteinspritzung, Hubraum = Deziliter (gerundet), A = Abgasturbolader, L = Ladeluftkühlung, LA = wie AL, red. = reduzierte(r) Leistung/Hubraum
** Elektronisch abgeregelt

### Getriebe

#### Schaltgetriebe
Als Getriebe wird für die beiden schwächeren Ottomotoren ein neu entwickeltes 6-Gang-Schaltgetriebe verwendet. Das Dreiwellengetriebe mit der Bezeichnung F-SG 310 baut mit einer Länge von 345 mm sehr kompakt und verfügt mit 46 kg über ein niedriges Trockengewicht. Die obere Welle, welche den Rückwärtsgang und die Gänge drei und vier beinhaltet, läuft nicht im Ölbad. Dadurch wird das Schleppmoment reduziert und der Schaltkomfort ist auch im Kaltbetrieb gegeben. Die ersten beiden Gänge werden über ein Dreifachkonus synchronisiert, während die folgenden Gänge über ein Doppelkonus verfügen. Auch diese Maßnahmen steigern den Schaltkomfort. Ein Magnet auf der Schaltwelle, der durch einen Hallsensor erfasst wird, sorgt dafür, dass die momentane Getriebestellung erkannt wird. Die in allen Modellen serienmäßige Start-Stopp-Automatik und die Rückfahrlichter werden hierdurch gesteuert. Gänge werden durch Seilzüge eingelegt, während die Kupplung hydraulisch betätigt wird. Die Schaltgabeln werden aus Aluguss gefertigt und sind im Getriebe wälzgelagert. Durch diese Lagerung werden die Schaltkräfte reduziert.

#### Doppelkupplungsgetriebe
Als Automatikgetriebe kommt ein eigens von Daimler entwickeltes Doppelkupplungsgetriebe zum Einsatz. Das 7G-DCT genannte Getriebe wird serienmäßig in Fahrzeugen mit den jeweils leistungsstärksten Diesel- und Benzinmotoren verbaut und ist gegen Aufpreis auch für alle anderen Motorisierungen erhältlich. Eine Ausnahme bildet der CLA 180 BlueEFFICIENCY Edition, der ausschließlich mit dem 6-Gang-Schaltgetriebe lieferbar ist.
Das 7G-DCT ist ein in zwei Hälften aufgeteiltes Dreiwellengetriebe. Die Teilgetriebe verfügen über je eine eigene, im Ölbad laufende Lamellenkupplung, wodurch ein Schaltvorgang ohne Zugkraftunterbrechung möglich ist. Die Spreizung der Gänge wurde mit 7,99 hoch gewählt, um bei niedrigen Gängen ausreichend Drehmoment zur Verfügung zu stellen und gleichzeitig die Drehzahlen in den höheren Gängen abzusenken. Das 7G-DCT ist 367 mm lang und wiegt 86 kg. Trotz einer Ölfüllmenge von nur 6 l Hydrauliköl ist eine ausreichende Kühlung gewährleistet, da das Öl aktiv gekühlt wird. Neben einer mechanisch angetriebenen Ölpumpe gibt es eine elektrische Zusatzpumpe, die das Getriebe während eines Stopp-Vorgangs bei ausgeschaltetem Motor mit Öl versorgt. Somit kann das Wiederanfahren ohne Verzögerung erfolgen, und die serienmäßige Start-Stopp-Funktion kann problemlos realisiert werden. Zudem unterstützt die elektrische Zusatzpumpe die mechanische Pumpe bei hohen Lasten. Die Hydraulik der mechanischen Parksperre wird elektronisch angesteuert, wodurch der Getriebewählhebel rechts hinter dem Lenkrad positioniert werden konnte. So wurde in der Mittelkonsole weiterer Ablageraum geschaffen.
Der Fahrer kann drei Getriebeprogramme wählen. Das Programm Economy schaltet vollautomatisch und ist auf eine wirtschaftliche Fahrweise ausgelegt. Im Modus Sport schaltet das Getriebe ebenfalls automatisch, wobei die Reaktionszeiten für eine sportliche Fahrweise verkürzt sind. Im dritten Modus schaltet der Fahrer die Gänge manuell über Schaltpaddel hinter dem Lenkrad. In den automatischen Schaltprogrammen kann der Fahrer ebenfalls manuelle Schalteingriffe vornehmen, wobei der automatische Modus nach 10 Sekunden ohne weitere Schaltbetätigungen wieder aktiviert wird. Diese Zeit wird bei Bergabfahrt oder auf kurvenreicher Strecke verlängert. Eine permanente Kommunikation zwischen Getriebe- und Motorsteuergerät sorgt für verbesserte Effizienz.

### Fahrwerk
Vorne ist eine MacPherson-Vorderachse, hinten eine neu entwickelte Vierlenker-Hinterachse verbaut. Neben einem verbesserten Fahrverhalten ermöglicht diese den späteren Einsatz des Allradantriebs 4MATIC. Zunächst werden nur Varianten, die über die Vorderräder angetrieben werden, angeboten. Es stehen verschiedene Fahrwerksabstimmungen zur Auswahl, darunter das optionale Sportfahrwerk mit Direktlenkung, bei dem die Karosserie vorne um 15 mm und hinten um 10 mm abgesenkt ist. Der CLA hat eine Dual Pinion EPS, eine elektromechanische Lenkung mit einem direkt am Lenkgetriebe verbauten Elektromotor.

### Sicherheit
Der CLA ist serienmäßig mit dem Collision Prevention Assist ausgestattet. Es handelt sich hierbei um eine radargestützte Kollisionswarnung mit adaptivem Bremsassistenten. Sie reduziert die Gefahr eines Auffahrunfalls ab 7 km/h aufwärts durch optische und akustische Warnungen vor erkannten Hindernissen. Gleichzeitig bereitet sich der Bremsassistent auf die bevorstehende Bremsung vor, welche eingeleitet wird, sobald der Fahrer das Bremspedal deutlich betätigt.
Für den CLA ist auch das aus den größeren Baureihen bekannte, präventive Insassenschutzsystem Pre-Safe verfügbar. Zur Serienausstattung gehören der Müdigkeitswarner Attention Assist, die Hold-Funktion der Bremse und die Berganfahrhilfe. Als Sonderausstattung erhältlich sind der Abstandsregeltempomat Distronic Plus, der adaptive Fernlicht-Assistent, ein Totwinkel- und Spurhalte-Assistent, eine Verkehrszeichenerkennung, ein Einparkassistent, die Sprachbedienung Linguatronic und eine Rückfahrkamera.
Wenn Collision Prevention Assist und Distronic Plus verfügbar sind, wird bei Geschwindigkeiten bis ungefähr 200 km/h eine eigenständige Bremsung eingeleitet, wenn eine Kollision droht und der Fahrer nicht mit Reduzierung der Geschwindigkeit darauf reagiert.

## Trivia

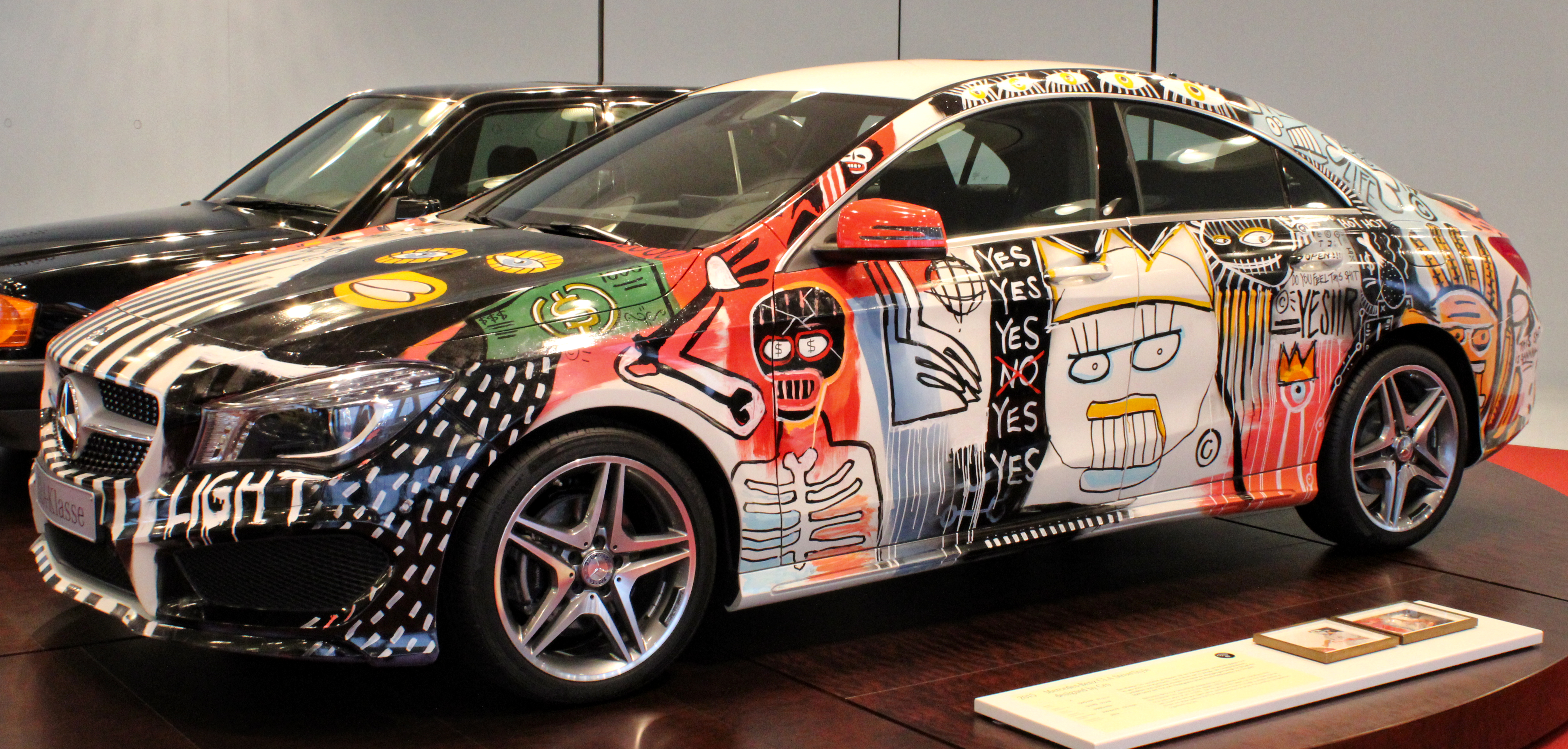
CLA StreetStyle designed by Cro

Der deutsche Musiker Cro gestaltete mit Lacksprühdosen, Lackstiften und Lackfarbe im Mai 2015 das Außendesign eines C 117. Seit April 2017 ist das Fahrzeug im Mercedes-Benz Museum in Stuttgart ausgestellt.